# Промышленность Башкортостана
Промышленность Башкортостана — отрасль экономики в Республике Башкортостан. Промышленность РБ находится в ведении Министерства промышленности и инновационной политики Республики Башкортостан.

## История
Возникновение и развитие промышленности в Республике Башкортостан обусловлено наличием в республике природных и людских ресурсов, её историей и расположением, наличием дорог. В недрах республики имеются месторождения нефти, газа, угля, железной руды, золота, меди и др. Также имеются известняковые горы-Шиханы, состав которых пригоден для изготовления соды
Освоение природных ресурсов на территории РБ проходило с железного века. Строительство горных заводов — с 18 века. В 1700 году здесь был основан первый горный завод (Каменский). В 19 веке в крае действовали кожевенные, суконные, кирпичные, мыловаренные, салотопенные, свечные, клеевые, воскобойные, маслобойные, винокуренные предприятия.
В годы Гражданской войны промышленность Башкортостана, и без того слабая, понесла значительные потери. Колчаковцы вывозили промышленное оборудование, станки, транспорт, запасы меди, затопили шахты, рудники, взорвали и сожгли предприятия. Был взорван железнодорожный мост через реку Белая около Уфы. К концу Гражданской войны стояли 810 мукомольно-крупяных, 87 из 116 кожевенных предприятий. Встали винные и лесопильные заводы.
В 20-е годы промышленность Башкирской АССР была представлена в основном отраслями, связанными с переработкой сельскохозяйственной продукции (винные, кожевенные, мукомольно-крупяные предприятия) и кустарной промышленностью (транспортные средства, тара, товаров быта). Проходило восстановление разрушенного производства.
В 30-е- начало 40-х годов XX века принимались постановления «О развитии промышленности Башкирской АССР» (1930). Были открыты крупные месторождения нефти (Азнаевское нефтяное месторождение, Ишимбайское нефтяное месторождение, Югомашевское нефтяное месторождение, Серафимовское нефтяное месторождение и др.). Развитие промышленности являлось побудительным мотивом строительству в республике дорог. Так для освоения Ишимбайского нефтяного месторождения в 1934 году была построена железная дорога Уфа — Ишимбай, позднее она была продолжена до Салавата и далее для обеспечения строительства Салаватского нефтехимического комбината.
В довоенные годы индустриализации в Башкирской АССР для переработки нефти были построены Ишимбайский нефтеперегонный завод, заложен Уфимский крекинг-завод,  нефтепровод Ишимбай — Уфа. Для снабжения предприятий электроэнергией построены Уфимская ЦЭС, Ишимбайская ЦЭС, Уфимская ТЭЦ № 1, Уфимская ТЭЦ № 2 и др. Принятые меры по развитию промышленности в БАССР сделали многоотраслевую промышленность республики важной военно-промышленной базой СССР.
В годы Великой Отечественной войны в республику были эвакуировано около 200 предприятий (36 в Уфу) из других районов СССР, которые продолжали работать в республике.  Основной продукцией предприятий было топливо, снаряды, вооружение, одежда.
В годы Советской власти развитие промышленности в БАССР проходило в соответствиями с решениями партии, постановлениями её пленумов (химизация народного хозяйства) по пятилетним и семилетним срокам в соответствиями с нуждами государства и республики. Менялась организация промышленности (от местного управления к централизованному и наоборот) — от Совнаркомов к министерствам, обратно к СНК и опять в министерства. Объявлялись всесоюзными ударными комсомольскими стройками строительство комбината №18 в городе Салавате, создание Шкаповского нефтеносного района.
С развалом СССР происходил спад в промышленности республики. Переход к капитализму в республике сопровождался овладением государственными предприятиями эффективными менеджерами и воздействием на отрасли регулярно повторяющимися кризисами (1998, 2008, 2015).
В 2015 году индекс промышленного производства в РБ составил 101,0 % , то есть 7-е место среди регионов Приволжского федерального округа. В настоящее время промышленные предприятия РБ формируют 40 % ВРП, 25 % рабочих мест. Объём отгруженной продукции по республике за 2014 год составил 1,8 триллиона рублей, включая промышленный комплекс — 1,2 триллиона рублей.

## Размещение
Большая часть промышленности на территории РБ расположена в центральном экономическом подрайоне (г. Уфа), южном экономическом подрайоне (города Салават, Стерлитамак, Ишимбай, Кумертау).

## Отрасли промышленности

### Золотодобывающая промышленность
Золотоносные месторождения открыты в Учалинском районе РБ в XVIII веке. С 
```
века ведётся добыча металла в Абзелиловском, Хайбуллинском и Баймакском районах РБ.  В настоящее время в республике разрабатываются месторождения золота в магматических месторождениях, к которым относятся Тубинское, Бакртау, Миндякское месторождения. Золото также встречается в медных рудах и речных россыпях.
```

К золотодобывающим предприятиям, работающим в РБ относятся «Башкиргеология», ООО «Золотая долина», ООО «Альтинвест», ООО «Аурит» ЗАО «Башкирская золотодобывающая компания» (г. Учалы), ООО «Семёновский рудник», ООО «Екатеринбургская промышленная группа» и др.
За год в РБ добывается 9358 кг золота (2009). Шлиховое золото и золотосодержащие шламы перерабатывается в Рязанской области на Приокском заводе цветных металлов.

### Горнодобывающая промышленность
Развитие горнодобывающей промышленности связано с наличием в горных районах РБ залежей полезных ископаемых.
Научные исследования на наличие природных богатств республики сделаны учёными П. И. Рычковым, И. И. Лепёхиным, Р. Г. Игнатьевым, С. Г. Рыбаковым, А. Н. Заварицким, А. Е. Ферсманом и др.
Горнодобывающая промышленность представлена предприятиями по добыче угля: «Башкируголь»,  «Южуралнедра»; цветных металлов: ОАО «Учалинский ГОК», ОАО «Башкирский медно-серный комбинат», АО «Бурибаевский ГОК», ООО «Башкирская медь», ОАО «Хайбуллинская горная компания», ОАО «Башкирское шахтопроходческое управление»;  железа: АО «Белорецкий металлургический комбинат», ОАО «Белсталь», ООО «Туканский рудник», ООО «Башкирская горно-рудная компания», ОАО «Горная компания «Суран», ООО «Горнорудная компания «Восток», ООО «Горнодобывающая компания «Хром»;  ГУП «Башкиравтодор»;  золота: ЗАО  «Башкирская золотодобывающая компания»; строительных материалов: ОАО «Уральские камни», ОАО «Камни Урала» и др.; известняка и каменной соли: АО «Башкирская содовая компания» и др.

### Лёгкая промышленность
В РБ работают текстильные, швейные, кожевенные, меховые и обувные предприятия.
Крупнейшими предприятиями являются: Швейная фабрика "ОПТРИ", Уфимская швейная фабрика им. 8 Марта, Бирская швейная фабрика, Давлекановская обувная фабрика, Уфимская трикотажная фабрика, Стерлитамакская швейная фабрика и др.
Постоянное обесценивание рубля позволяет продукции отрасли конкурировать с дешёвой китайской продукцией.

### Лесозаготовка
Леса в Башкортостане занимают значительную территорию - около 6,3 млн. га, т. е. около 40 % территории. Лесными районами республики  являются Белорецкий, Гафурийский, Дуванский, Зианчуринский, Зилаирский и Нуримановский. Наличие лесов и проведение работ по их увеличению и восстановлению позволяют производить в республике лесозаготовки.
Изначально в Башкортостане заготавливали лес на дрова. Лесозаготовки проводились в лесных районах республики — Белорецком, Гафурийском, Зилаирском, Караидельском, Нуримановском районах. Вырубка леса сопровождалась и лесопосадками. Брёвна сплавляли по крупным рекам республики. По берегам рек располагались и деревообрабатывающие предприятия.
Предприятия по заготовке леса в РБ входили в структуру Главного управления лесозаготовок и сплава восточных районов лесной промышленности СССР.
В настоящее время заготовка леса ведётся для производства древесно-стружечных плит, дров, столярных изделий.

### Машиностроение
В начале XX века на территории РБ работало около 600 предприятий, занимающихся производством и ремонтом сельскохозяйственной  техники.
В настоящее время в республике насчитывается около 300 предприятий отрасли.
Крупнейшими предприятиями являются Уфимское моторостроительное производственное объединение, Кумертауское авиационное производственное предприятие, АО «Машиностроительная компания «Витязь», Уфимское агрегатное предприятие «Гидравлика», Салаватнефтемаш, Уфимский тепловозоремонтный завод, Туймазинский завод автобетоновозов и др.
Машиностроительный комплекс республики выпускает продукцию для нефтеперерабатывающих заводов, нефтеналивные цистерны, вездеходы (ОАО “Машиностроительная компания “Витязь”), двигатели для ракет и самолётов (Уфимское моторостроительное производственное объединение), автобетоновозы (ОАО «Туймазинский завод автобетоновозов»), вертолёты (ФГУП "Кумертауское авиационное производственное предприятие" ), запчасти для автомобилей, насосы (Белебеевский машиностроительный завод ), нефтепромысловое оборудование (ОАО "Озна" Октябрский завод нефтяной аппаратуры, ОАО Баймакский машиностроительный завод им. Ш.Худайбердина) и др.

### Медицинская промышленность
В начале XX века производством лекарств на территории республики занимались в основном аптеки.
В настоящее время в РБ лекарства выпускают на предприятиях: «Иммунопрепарат», «Фармстандарт — Уфимский витаминный завод», медицинскую технику — на ОАО «Туймазыстекло», Уфимском заводе металлических и пластмассовых изделий, Уфимском протезно-ортопедическом предприятии.
Малые предприятия изготавливают ортопедическую обувь, протезы, контактные линзы, пищевые добавки.

### Металлургия
В РБ работают предприятия чёрной и цветной металлургии: Башкирский медно-серный комбинат, Белорецкий металлургический комбинат, Бурибаевский горно-обогатительный комбинат, Учалинский горно-обогатительный комбинат и др.
Развитию металлургии способствуют распространённые в РБ залежи железных руд.  Крупнейшими месторождениями являются Зигазино-Комаровское, Тукановское. Добываемая на них руда перевозится на Белорецкий металлургический комбинат.
Марганцевые руды залегают в отложениях Архангельского, Дуванского районов РБ. Здесь экономически целесообразна разработка Улу-Телякского месторождения. На Восточном склоне руды марганца известны в девонских отложениях Учалинского, Абзелиловского, Баймакского, Хайбуллинского районов. Крупным месторождением марганца в Учалинском районе с содержанием металла около 25%  является Кожаевское. В Абзелиловском районе — Ниязгуловское месторождение, в Баймакском — Губайдуллинское.
В Башкортостане около 100 месторождений хромитовых руд. Крупные месторождения меди — Маканское, Сибайское, Учалинское, Юбилейное, Октябрьское. Руды с наличием алюминия — бокситы, залегают в Салаватском районе РБ (Кукшикская группа).

### Нефтехимическая промышленность
Крупнейшими предприятиями нефтехимической промышленности РБ ОАО Газпром нефтехим Салават, Стерлитамакские объединения «Каустик», «Башкирская содовая компания» и «Авангард», Стерлитамакский завод синтетического каучука, «Химпром», Уфимский завод эластомерных материалов, изделий и конструкций, Мелеузовское производственное объединение «Минудобрения», Туймазинский завод технического углерода, «Башнефть-УНПЗ» и др.
Предприятиями нефтехимической промышленности производится выпуск широкого спектра продукции - от ракетного топлива и минеральных удобрений до бензина и керосина.

### Пищевая промышленность
Продукцией пищевой промышленности РБ является переработка и изготовление рыбных, мясных, молочных и хлебобулочных изделий, винно-водочная продукция. Развитие сельского хозяйства республики позволяет работать отрасли на собственном сырьё.
Крупными предприятиями являются «Башспирт», «Уфамолагропром», Уфимский мясоконсервный комбинат, КПБН «Шихан» и др.
На предприятиях Башкортостана производятся колбасные изделия (мясной комбинат "Сава" ), водка и ликёро-водочные изделия ( ОАО «Башспирт» ), сахарный песок, сливочное масло, сыры, сгущённое молоко (ООО "Карламанский сахар").

### Полиграфия
Полиграфическая промышленность изготавливает печатную продукцию, включая книги, газеты, бланки, календари, папки, блокноты и др.
В республике работают около 140 предприятий отрасли, включая издательство «Белая река», Уфимский полиграфкомбинат.

### Стекольная и фарфоро-фаянсовая промышленность
До революции  Башкортостане работали Мариинский, Зиновьевский, Богоявленский стекольные заводы.
В 60‑е годы XX века в БАССР были построены Октябрьский завод керамической плитки и фарфоровых изделий, "Салаватстекло", в 70‑е - Туймазинский фарфоровый завод, "Салаватский оптико-механический завод".
В настоящее время в отрасли работает 13 предприятий. Крупнейшими являются Салаватстекло и "Туймазыстекло". На предприятиях производится листовое стекло, жидкое стекло, солнцезащитное стекло, стеклотара, автостекло, пулестойкое стекло и др. Предприятия работают на местном сырьё.

### Химическая промышленность
В химической промышленности РБ работают 185 предприятий, включая «Каустик», «Полиэф», «Салаватнефтеоргсинтез», «Синтез‑Каучук», «Башкирская содовая компания», Стерлитамакский нефтехимический завод, «Уфаоргсинтез».
В отрасли производится кальцинированная сода, изобутиловые и бутиловые спирты, полипропилен, терефталевая кислота, полиэтилентерефталат и др.

### Целлюлозно-бумажная промышленность
В целлюлозно-бумажной отрасли промышленности в РБ работают ООО «Картонно-бумажный комбинат», ООО «Картон и Упаковка» и др. Всего 9 предприятий. Основной продукцией является картон, бумажная упаковка.

### Строительные материалы
Развитие отрасли связано с наличием в республике полезных ископаемых — известняков, песка, глины, гальки, гипсов, мрамора.
На местном сырьё работают в республике заводы по производству ЖБИ для строительства (ООО «Промтехстрой», ОАО «Уфимский Железобетонный Завод-1», ОАО «Уфимский Железобетонный Завод-2», ООО «Стерлитамакский ЖБЗ-2» и др.); кирпичные заводы (ООО «Башкирский блок», ОАО «ГлавБашСтрой», ООО «ДСК КПД» и др.).
В горных районах Башкортостан имеются залежи поделочных камней: порфиров, серпентинитов, кварцитов, нефритов, родонитов, азуритов, малахита, водорослевых известняков, яшмы. Среди них известны "пейзажные" яшмы, известные с XVIII века. В Башкортостане известны пейзажные яшмы с названиями: Аушкульская, Калканская, Наурузовская, Мулдакаевская, Сафаровская, Уразовская, встречающиеся на месторождениях  Учалинского, Абзелиловского и Баймакского районов РБ. Местными поделочными камнями выложены залы Дворца культуры нефтяников и других общественных зданий РБ.
В 2009 году в РБ запущено производство керамической плитки на уфимском заводе Lasselsberger.

## Учебные заведения
В РБ производится подготовка кадров для промышленности республики:
- в высших учебных заведениях — Башкирский государственный университет (ныне Уфимский университет науки и технологий), Уфимский государственный авиационный технический университет (ныне Уфимский университет науки и технологий), Уфимский государственный нефтяной технический университет (УГНТУ).
- в колледжах, техникумах и училищах — Башкирский экономико-юридический техникум, Салаватский индустриальный колледж, Белорецкий металлургиеский колледж, Учалинский горно-металлургический колледж, Профессиональное училище №19 в городе Салавате и др.